# عين الزمان (غيزانية)
عين الزمان (بالفارسية: عین‌الزمان) هي قرية وتقع في إيران في قسم غيزانية الريفي. يقدر عدد سكانها بـ 73 نسمة بحسب إحصاء 2016.